# Кононенко, Владимир Анатольевич
Влади́мир Анатольевич Кононе́нко (12 октября 1971) — советский и российский футболист, защитник.
В 1989—1990 годах провёл три матча за «Цемент» Новороссийск. С 1990 по 1991 год выступал за благовещенский «Амур» во Второй лиге СССР, сыграл 31 матч. В 1992 году перешёл в славянскую «Ниву», где провёл 35 игр во Второй лиге России.
В том же 1992 году дебютировал в Высшей лиге России в составе «Кубани», провёл 1 встречу: 10 ноября отыграл весь матч в выездном противостоянии своего клуба с екатеринбуржским «Уралмашем», получил жёлтую карточку на 58-й минуте.
В 1993 году выступал за анапский «Спартак», сыграл 9 матчей в Первой лиге России.